# Euphorbia dussii
Euphorbia dussii är en törelväxtart som beskrevs av Carl Karl Wilhelm Leopold Krug, Ignatz Urban och Antoine Duss. Euphorbia dussii ingår i släktet törlar, och familjen törelväxter. Inga underarter finns listade i Catalogue of Life.